# جوزيف بيكون فرازير جونيور
جوزيف بيكون فرازير جونيور (بالإنجليزية: Joseph Bacon Fraser, Jr.)‏ هو مهندس معماري أمريكي، ولد في 26 يناير 1926 في هاينزفيل في الولايات المتحدة، وتوفي في 13 مارس 2014 في بلافتون في الولايات المتحدة.